# Крістоффер Хагенес
Крістоффер Хагенес (9 травня 1990, Берген) — норвезький футбольний арбітр. Арбітр ФІФА та УЄФА з 2017 року. З 2016 року судить матчі в Елітесеріен.

## Суддівська кар'єра
21 серпня 2016 року Хагенес обслуговував свій перший матч у Елітесеріен. У матчі «Старт» — «Согндал» (1–1) арбітр чотири рази показав жовту картку.
У єврокубках він дебютував 5 липня 2018 року під час матчу між «Бала Таун» і «Тре Фйорі» в рамках першого кваліфікаційного раунду Ліги Європи УЄФА. Гра закінчилася з рахунком 1–0, а Хагенес п'ять разів показав жовту картку.
Свій перший міжнародний матч на рівні збірних команд Крістоффер Хагенес відсудив 5 червня 2024 року, коли Данія перемогла з рахунком 2–1 Швецію завдяки голам П'єра-Еміля Гейб'єрга та Крістіана Еріксена та голу у відповідь Олександра Ісака. Під час цього матчу Хагенес показав Ісаку та його співвітчизнику Єнсу Каюсте по жовтій картці.

## Міжнародні матчі
| Дата              | Місце             | Матч           | Результат | Турнір             | ЖК | YK · YK · RK | RK |
| ----------------- | ----------------- | -------------- | --------- | ------------------ | -- | ------------ | -- |
| 5 червня 2024     | Копенгаген, Данія | Данія — Швеція | 2 — 1     | товариський        | 2  | 0            | 0  |
| 18 листопада 2024 | Приштина, Косово  | Косово — Литва | 1 — 0     | Ліга націй 2024/25 | 3  | 0            | 1  |